# Сдвиг (стиховедение)
Сдвиг — акустико-фонетическое явление в художественной речи, преимущественно в стихе, родственное омонимии. Сдвиг можно назвать «омонимией словосочетаний»: он возникает в тех случаях, когда в одной звуковой последовательности могут быть распознаны два разных ряда слов (например: ряда слов и ряд ослов), за счет чего происходит «лексическая деформация фразы».
Поскольку явление сдвига возможно только в случае восприятия отдельной строки на слух, а не при чтении глазами, сами авторы (и не только рядовые, но и большие мастера) подчас не замечают этого возможного эффекта в их стихах. О сдвиге как о стилистической и смысловой ошибке писал М. Горький в статье «О начинающих писателях» (1928), употребляя, однако, понятие «авторская глухота».
Сдвиг зачастую используется в жанрах, для которых характерен пуант (неожиданная речевая концовка) — в эпиграммах, анекдотах, новеллах. Помимо этого, являясь по преимуществу фонетическим явлением, сдвиг иногда может проявляться и в качестве графического приёма (как, например, в анекдоте про поручика Киже). Так, некоторые авторы используют специальные графические средства, чтобы акцентировать внимание читателя. Например, ещё Г. Р. Державин в хвалебной эпиграмме на Багратиона использовал дефис как графический сигнал, как знак сдвига:
О как велик, велик На-поле-он!

Он хитр, и быстр, и тверд во брани;

Но дрогнул, как к нему простер в бой длани

С штыком Бог-рати-он.

## Примеры
Слыхали ль вы [львы] за рощей глас ночной

Певца любви, певца своей печали?
Прямым Онегин Чильд Гарольдом

Вдался в задумчивую лень:

Со сна [сосна] садится в ванну со льдом,

А после, дома целый день…
Принес — и ослабел и лег

Под сводом шалаша на лыки,

И умер бедный раб у ног [рапунок — алогичный сдвиг]

Непобедимого владыки.
— А. Пушкин
В полдневный жар в долине Дагестана

С свинцом (с винцом) в груди лежал недвижим я.— М. Лермонтов
О, север, север, чародей!

Иль я [Илья] тобою околдован?— Ф. Тютчев

## Концепция А. Кручёных
Непосредственно о «сдвиге» впервые написал поэт-футурист Алексей Кручёных в трактате 1922 года «Сдвигология русского стиха». Крученых понимал термин «сдвиг» расширительно, распространяя его на области и сюжета, и синтаксиса, и художественного образа (хотя в современном стиховедении этот термин используется только при изучении поэтической фонетики). Кроме того, Кручёных с присущей ему авангардистской оптикой стремился уйти от риторизма, орнаментальности в литературе, от «украшенной речи» как таковой, поэтому в его работах присутствует определённое оправдание ошибки (каковой воспринимался сдвиг в классической поэзии): «Наша цель лишь указать на самый способ неправильности, показать её необходимость и важность для искусства».
«Сдвиг не просто помещается Кручёных в сетку риторических фигур — он трактуется как универсальная категория, позволяющая описать не только авангардистский, но любой поэтический дискурс», и «выступает как максимум поэтического в языке, он задает открытую тропеическую перспективу. „Сдвиговое“ есть переключение ошибки из сферы случайного, незамеченного <…> в область кодифицированного поэтического приема, который Крученых открыто соотносит с формалистским остранением». Таким образом, в сдвигологии Крученых, сдвиг — это риторически канонизированная ошибка, «правило отступления от правил», которое «оживляет конструкцию стиха, динамизирует слова», создавая риторический эффект: «каждое искривленное слово будит нашу фантазию и раскрывает веер новых образов», поэтому сдвиг Кручёных воспринимает как сверх-троп, «троп всех тропов», отказываясь тем самым от терминологического аппарата классической риторики. «Следует, однако, признать, что в своих „стиховедческих штудиях“ Крученых парадоксально непоследователен и регулярно смешивает стопо- и словоразделы как „конструктивные принципы“ сдвига, особенно в примерах. Есть ли это результат терминологического невнимания, намеренная коммуникативная стратегия или „ирония стиля“, под действие которой попадает сам Крученых, — вопрос открытый».
Вслед за Кручёных кубофутуристы понимали сдвиг как любого рода деканонизацию, деформацию нормы, любое смещение и слов, и смыслов.

Сдвиг суть деформация, разрушение сознательного или бессознательного слова при помощи смещения части словесной массы в другое место. Сдвиг может быть этимологическим, синтаксическим, фонетическим, морфологическим, орфографическим и т. д. Если фраза становится двусмысленной, то это сдвиг, если смысл слова начинает двоиться, то и это сдвиг. Если слова при чтении смешиваются (словесный магнетизм) или же часть слова, оторвавшись, присоединяется к другому слову, — это тоже сдвиг. И конечно же, с течением исторического времени, количество сдвигов растет. <…> Поэзия имеет склонность к заумному, к эмоциям, среди которых первое место занимает половой инстинкт, не случайно так часто находящий выражение в сдвиге. И вовсе не важно, сознательно или бессознательно это выражение — для нас важен сам факт его существования. <…> Здесь ключ к пониманию снов, к их интерпретации, подобной той, которую предложил профессор Фрейд. Сдвиг, маршрут шаризны и самовитое слово — три столпа, на которых зиждется гений молодых мастеров Крученых и Терентьева.— из доклада Ильи Зданевича, прочитанного в Париже в 1921 году
Кубофутуристические понятия «сдвиг» и «фактура» будут затем использованы в критике и литературоведении формалистами.

В манифесте «Слово как таковое» Крученых сравнивает склонность художников футуризма и кубизма к разложению человека на части его тела или разбиение фаз движения с техникой «сдвига» при словесном монтаже.
Так же как в живописи «неправильная перспектива» обуславливает «неправильное построение предметов», «разрубание грамматически» ведет к «разложению предметов» в искусстве слова. Сдвигающий монтаж плоскостных элементов находит соответствие в таком же монтаже мельчайших языковых единиц, оказывающихся представленными в асинтаксическом монтаже парадигматически: практика семантической «зауми» реализует в виде поэтического текста эту парадигматическую монтажную грамматику в том смысле, который был намечен Маринетти в 1912 году в «Техническом манифесте футуристической литературы».— Ханзен-Лёве, Оге А. Русский формализм. Методологическая реконструкция  развития на основе принципа остранения.
Первый подробный теоретический анализ сдвигологии был проведен А. Шемшуриным, рассматривающим технику сдвига на примере произведения В. Брюсова, чтобы продемонстрировать историческую легитимность и преемственность метода. А К. Малевич охарактеризовал стихотворение В. Маяковского «Из улицы в улицу» (с элементами графического сдвига «у-лица») как наиболее удачный опыт «стихотворного кубизма».

## Примеры Кручёных
- Налей-ка ты, жених случайный (→) Налей коты…;
- Уж ломит бес, уж ад в восторге плещет (→) Уж ломит бес, ушат в восторге плещет;
- И шаг твой землю тяготил (→) Ишак твой землю тяготил.